# 브랜던 크로퍼드
브랜던 마이클 크로퍼드(Brandon Michael Crawford, 1987년 1월 21일 ~ )는 미국의 야구 선수로, 메이저 리그에 소속되어 있는 샌프란시스코 자이언츠의 유격수이다.

## 같이 보기
- 캘리포니아 대학교 로스앤젤레스의 동문 목록